# Miesmuscheln
Die Miesmuscheln (Mytilidae) (andere Bezeichnung Pfahlmuscheln) sind nach der aktuellen Systematik der Muscheln eine Familie der Ordnung Mytilida. Diese wird zur Infraklasse Pteriomorphia innerhalb der Autolamellibranchiata gestellt. Es handelt sich um eine hauptsächlich in den Gezeiten- und Schelfbereichen der Meere lebende Muschelgruppe, kleinere Gruppen leben aber auch hoch spezialisiert symbiontisch mit chemoautotrophen Bakterien in der Tiefsee an hydrothermalen Quellen und Methanaustritten am Meeresboden. Die ältesten Miesmuscheln (Mytilidae) sind aus dem Devon bekannt.
Die Gemeine Miesmuschel ist neben der Auster eine der wichtigsten Speisemuscheln.

## Merkmale
Die Gehäuse der Mytilidae sind immer gleichklappig. Die Form der Gehäuse war ursprünglich wohl oval, ist in den meisten Gruppen jedoch charakteristischerweise stark verlängert, und der Wirbel ist nach vorne verlagert. Die Schale besteht aus einer inneren Lage mit aragonitisch, perlmuttrigen Mikrostrukturen, einer mittleren Lage mit kalzitischen, prismatischen Mikrostrukturen und einer äußeren organischen Lage (Periostracum), die bei manchen Formen bartartig verlängert ist. Das Schloss ist weitgehend reduziert, das Ligament liegt außen und hinter dem Wirbel. Alle Vertreter sind durch die Verkleinerung des vorderen Schließmuskels meist mehr oder weniger deutlich anisomyar (= Schließmuskeln sind nicht gleichförmig). Die meisten Formen besitzen einen Byssus.

## Geographische Verbreitung und Lebensweise
Die Mytilidae leben mehrheitlich in den Gezeitenbereichen der heutigen Meere oder in den Bereichen, die meerwärts an den Gezeitenbereich anschließen (flaches und tieferes Subtidal). Sie sind meist an das Substrat mit Hilfe des organischen Byssus angeheftet und können Kolonien bilden. Andere leben halb oder ganz eingegraben im Sediment oder sind sekundär bohrend geworden (Lithophaga). Arten der Unterfamilie Bathymodiolinae sind in die Tiefsee vorgedrungen und leben in Symbiose mit chemosynthetischen Bakterien an hydrothermalen Quellen und Cold Seeps (z. B. Methanquellen). Wiederum andere Formen leben auf Walstürzen oder abgesunkenen, größeren Baumstämmen im tieferen Wasser oder der Tiefsee. Manche Arten von Miesmuscheln können sehr alt werden. So ist für Crenomytilus grayanus ein Alter bis zu 126 Jahren nachgewiesen worden.

## Vorbild in der Bionik
Im Lebensbereich der Miesmuscheln herrscht in der Regel eine starke Strömung. Um in diesen Regionen überleben zu können und nicht ins Meer hinausgespült zu werden, besitzen Miesmuscheln eine Art „Superkleber“. Mithilfe dieses Klebers kann die Muschel sich beinahe an allen Oberflächen festkleben. An ihrem Fuß scheidet sie Fäden aus, die aus einem Proteinkleber bestehen. Der wichtigste Bestandteil dieses Proteinklebers ist die Aminosäure 3,4-Dihydroxyphenylalanin, kurz „Dopa“. Unter den im Wasser herrschenden Bedingungen reagieren die Dopa-Gruppen in mehreren Schritten zu einer Polymermatrix, einem stark vernetzten System aus Makromolekülen. Mit Hilfe dieses Systems und des chemischen Aufbaus dieser Polymermatrix können Miesmuscheln sehr stabile Verbindungen knüpfen.
Ein solcher Kleber ist für die Forschung deshalb interessant, weil er in feuchten Regionen sehr gut klebt und deshalb auch z. B. unter Wasser eingesetzt werden kann, aber auch aufgrund seiner Eigenschaft, organische Stoffe mit anorganischen zu verbinden, was man sich z. B. in der Dentalmedizin oder der Chirurgie zunutze machen könnte.

## Systematik
Derzeit gibt es vier neuere in Details konkurrierende Systeme der Überfamilie Mytiloidea: Bieler & Mikkelsen (2006), Bouchet & Rocroi (2011), Carter (2011) und das System im World Register of Marine Species. Seither sind noch einige wissenschaftliche Arbeiten über einzelne Unterfamilien hinzugekommen.
Nach dem System von Bieler & Mikkelsen (2006) sind die Mytilidae die einzige Familie der Überfamilie Mytiloidea, die wiederum die einzige Überfamilie innerhalb der Ordnung Mytilida ist. Bouchet & Rocroi (2011) und das World Register of Marine Species folgen im Wesentlichen diesem System. Die einzige Familie wird in mehrere Unterfamilien unterteilt. Dagegen unterteilen Carter et al. (2011) die Überfamilie Mytiloidea in drei Familien: Crenellidae, Mytilidae und Septiferidae. Crenellidae und Septiferidae sind im System von Bouchet & Rocroi Unterfamilien der Familie Mytilidae. Das System der Mytilidae ist noch mit großen Unsicherheiten behaftet. Daher sind die meisten Gattungen bisher noch keiner Unterfamilie zugeordnet worden. Auch in der Bewertung einiger Taxa (Gültigkeit und/oder hierarchische Ebene) herrscht noch Uneinigkeit. Daher werden sich in naher Zukunft sicher zahlreiche Änderungen im System ergeben. Auch die ausschließlich fossilen Gattungen sind noch nicht vollständig erfasst.
- Familie Miesmuscheln (Mytilidae)
  - Unterfamilie Arcuatulinae Scarlato & Starobogatov, 1979 (wird von Bouchet & Rocroi nicht anerkannt)
    - Arcuatula Jousseaume in Lamy, 1919
      - Arcuatula perfragilis (Dunker, 1857)
      - Arcuatula senhousia (Benson in Cantor, 1842)

    - Musculista Yamamoto & Habe, 1958[8]

  - Unterfamilie Bathymodiolinae Kenk & B. R. Wilson, 1985
    - Adipicola Dautzenberg, 1927
    - Bathymodiolus Kenk & B. R. Wilson, 1985
    - Benthomodiolus Dell, 1987
    - Gigantidas von Cosel & B. A. Marshall, 2003
    - Idas Jeffreys, 1876
    - Lignomodiolus Thubaut et al., 2013 (nomen nudum)[9]
    - Nypamodiolus  Thubaut et al., 2013 (nomen nudum)[9]
    - Tamu Gustafson, Turner, Lutz & Vrijenhoek, 1998
    - Terua  Thubaut et al., 2013 (nomen nudum)[9]
    - Vulcanidas Cosel & B. A. Marshall, 2010

  - Unterfamilie Brachidontinae Nordsieck, 1969[10] (wird von Bouchet & Rocroi nicht anerkannt)
    - Austromytilus Laseron, 1956[10]
    - Brachidontes Swainson, 1840
    - Geukensia Van de Poel, 1959[10]
    - Hormomya Mörch, 1853[11]
    - Ischadium Jukes-Browne, 1905[10]
    - Mytilaster Monterosato, 1884
    - Mytilisepta Habe, 1951[10]
    - Perumytilus Olsson, 1961[10]

  - Unterfamilie Crenellinae Gray, 1840
    - Crenella T. Brown, 1827
    - Gregariella Monterosato, 1884

  - Unterfamilie Dacrydiinae Ockelmann, 1983
    - Dacrydium Torell, 1859

  - Unterfamilie Limnoperninae Scarlato & Starobogatov, 1979
    - Limnoperna Rochebrune, 1882

  - Unterfamilie Lithophaginae H. Adams & A. Adams, 1857
    - Botula Mörch, 1853
    - Fungiacava T. F. Goreau, N. I. Goreau, Neumann & Yonge, 1968[11]
    - Leiosolenus P.P. Carpenter, 1857[11]
    - Lithophaga Röding, 1798

  - Unterfamilie Modiolinae G. Termier & H. Termier, 1950
    - Modiolula Sacco, 1897
    - Modiolus Lamarck, 1799
    - †Modiomytilus Griffin, 1990

  - Unterfamilie Musculinae Iredale, 1939 (wird von Bouchet & Rocroi nicht anerkannt)
    - Modiolarca Gray, 1843[12] (Synonym von Musculus bei WoRMS[13])
    - Musculus Röding, 1798

  - Unterfamilie Mytilinae Rafinesque, 1815
    - Adula H. Adams & A. Adams, 1857[14]
    - Aulacomya Mörch, 1853
    - Mytilus Linnaeus, 1758
      - Mytilus edulis (Gemeine Miesmuschel) Linnaeus, 1758
      - Mytilus galloprovincialis (Mittelmeer-Miesmuschel) Lamarck, 1819

    - Perna Philipsson, 1788

  - Unterfamilie Septiferinae Scarlato & Starobogatov, 1979
    - Septifer Dunker, 1848

  - †Unterfamilie Xenomytilinae Squires & Saul, 2006[15] (Oberkreide)
    - Xenomytilus Squires & Saul, 2006[15]

  - Mytilidae incertae sedis
    - †Admytilus Berezovsky, 2015 (Mittleres Eozän)
    - Amygdalum Megerle von Mühlfeld, 1811
    - †Arcoperna Conrad, 1865
    - †Arcomytilus Agassiz in J. Sowerby, 1842
    - Arenifodiens Wilson, 2006[16]
    - Arvella Bartsch in Scarlato, 1960
    - Aulacomya Mörch, 1853
    - Choromytilus Soot-Ryen, 1952
    - Ciboticola Iredale, 1939
    - Crenomytilus Soot-Ryen, 1955
    - Exosiperna Iredale, 1929
    - Gibbomodiola Sacco, 1898
    - Jolya Bourguignat, 1877
    - Lioberus Dall, 1898
    - Megacrenella Habe & Ito, 1965
    - Modiolatus Jousseaume, 1893
    - Mytella Soot-Ryen, 1955
    - Rhomboidella Monterosato, 1884
    - Semimytilus Soot-Ryen, 1955
    - Sinomytilus Thiele, 1934
    - Solamen Iredale, 1924
    - Stavelia Gray, 1858
    - Trichomya Ihering, 1900
    - Urumella Hayami & Kase, 1993
    - Vilasina Bartsch in Scarlato, 1960
    - Xenostrobus Wilson, 1967
      - Xenostrobus securis (Lamarck, 1819)

    - Zelithophaga Finlay, 1926

## Belege